# 钩梗石豆兰
钩梗石豆兰（学名：Bulbophyllum nigrescens），为兰科石豆兰属下的一个植物种。